# ヒップホップ・ソウル
ヒップホップ・ソウル（Hip hop soul）とは、コンテンポラリー・R&Bのサブジャンルの一つ。一般的には、ヒップホップ風の、打ち込みやサンプリングによって作成されたトラックに、R&B・ソウルの歌唱を乗せるスタイルを指し、代表的なアーティストにメアリー・J・ブライジ等がいる。

## 参照
- ブラックミュージック